# Производственная гимнастика
Произво́дственная гимна́стика — набор элементарных физических упражнений, которые выполняют сотрудники организации на рабочем месте и включают в режим рабочего дня с целью повышения работоспособности, укрепления здоровья и предупреждения утомления сотрудников. Комплекс упражнений для производственной гимнастики составляют с учётом особенностей трудового процесса.
Состоит из специальных задач:
- Профилактическая — ускорение отдыха, путём снятия напряжения нервной системы, улучшения кровообращения и дыхания, активацию не участвовавших в производственной работе мышц
- Лечебная — устранение вреда здоровью из-за особенности работы

## Формы
На практике установили 3 формы производственной гимнастики:
- В производственном процессе (физкультпауза состоит из 5—8 упражнений в течение 5—10 минут в рабочем перерыве, и физкультминутка состоит из трёх упражнений (потягивание и дыхание) в цехе на рабочем месте)
- В связи с производством («вводная» гимнастика («зарядка») подготавливает человека к рабочему дню, «выводная» гимнастика («разрядка») после работы — при помощи эмоциональных упражнений)
- Вне производства (физкультура, пеший туризм, плавание)

При выборе комплекса важно учитывать пол, возраст сотрудников, особенности производства.
В середине и конце рабочего дня применение комплексов физических упражнений физкультурной паузы и физкультурной минуты направлено на ускорение и углубление отдыха во время регламентированных перерывов.
В комплекс «вводной» гимнастики обычно включают следующие компоненты:
- Ходьба
- Упражнения на поддерживание с глубоким дыханием
- Упражнения для мышц туловища и плечевого пояса (наклоны, повороты туловища с большой амплитудой и активными движениями рук)
- Упражнения на растягивание мышц ног, а также упражнения общего воздействия (полушпагаты, приседания, бег на месте, подскоки)
- Упражнения для мышц рук и плечевого пояса (на растягивание и мышечное усилие, для сохранения хорошей осанки)
- Упражнения на точность движений и концентрацию внимания

Комплекс физкультурной паузы составляют, как правило, из следующих упражнений:
- Упражнения в потягивании
- Упражнения для мышц туловища, рук и ног (сокращение и растягивание, сменяющиеся расслаблением)
- Упражнения махового характера для различных мышечных групп
- Приседания, прыжки, бег, переходящий в ходьбу
- Маховые движения ногами, позволяющие расслабить мышцы голени и стопы
- Упражнения в расслаблении наиболее активно работавших мышечных групп с динамическими усилиями для других
- Упражнения на точность и координацию движений
- Упражнения для глаз (сжимание и разжимание, круговые вращательные движения)[2]

Кроме этих двух форм производственной гимнастики существуют также «физкультминутки», состоящие, как правило, из 2—3 упражнений (потягивание с глубоким дыханием, вращение туловища, приседание). Применяют для решения тех же задач, что и физкультурная пауза, как правило, при напряжённом умственном и тяжёлом физическом труде. Упражнения «физкультминутки» выполняют самостоятельно и гораздо чаще, чем физкультпауза (приблизительно, в конце каждого часа работы).
Необходимо также обратить внимание на производственную гимнастику во время обеденного перерыва, если длительность его продолжительна (до 1-го часа и более), а приём пищи был достаточно кратковременным. В оставшееся до начала работы время целесообразно выполнить определённые виды упражнений с целью активизации отдыха и восстановительных процессов. С этой целью в практике научно оправдано применяют комплекс лёгких двигательных упражнений (5—6 упражнений), который выполняют в медленном темпе в сочетании с глубоким дыханием и с расслаблением крупных мышечных групп. Выполняют комплекс, как правило, после спокойного сидения за 5—10 минут до начала работы в течение 3—4 минут.

## Влияние на культуру и искусство
- В 1961—1991 годах, по будням в 11:00—11:10 на первом канале Всесоюзного радио (впоследствии радиостанция «Радио-1») в радиоэфир и на радиоточки практически всего СССР шло вещание передачи «Производственная гимнастика». Ведущие — заслуженный мастер спорта, трёхкратная чемпионка мира по спортивной гимнастике Ирина Назарова и диктор Всесоюзного радио Владимир Костылев (поочерёдно)
- В фильме 1978 года «Уходя — уходи» показана производственная гимнастика под радиопередачу в бухгалтерии